# 영산여자고등학교
영산여자고등학교는 경상남도 창녕군 영산면 성내리 599에 있었던 사립 고등학교이다.

## 연혁
- 1965년 8월 11일 : 학교법인 삼일학숙 설립 인가
- 1968년 3월 3일 : 영산여자상업고등학교로 개교
- 1999년 3월 1일 : 현재 교명으로 변경
- 2008년 2월 29일 : 영산고등학교와 통합으로 인해 폐교